# Вера-Эллен
Вера-Эллен (англ. Vera-Ellen; 16 февраля 1921 — 30 августа 1981) — американская актриса и танцовщица, снимавшаяся в музыкальных фильмах с Фредом Астером, Джином Келли и Дональдом О’Коннором.

## Биография
Вера Эллен Вестмайер Роэ (англ. Vera Ellen Vestmayer Rohe) родилась в пригороде Цинциннати в 1921 году в семье Мартина Роэ и Алмы Кэтрин Вестмайер, имевших немецкие корни. С 9 лет начала заниматься танцами и за короткое время добилась больших успехов. В 1939 году, в возрасте 18 лет, Вера-Эллен дебютировала на Бродвее в мюзикле Джерома Керна и Оскара Хаммерстайна II «Очень тёплая в мае». Далее последовали роли в таких успешных бродвейских музыкальных постановках как «Патама Хэтти» и «Клянусь Юпитером» и «Янки из Коннектикута», где её заметил знаменитый продюсер Сэмюэл Голдвин и пригласил в свой мюзикл «Чудо-человек».
В 1945 году Вера-Эллен дебютировала в кино, снявшись в дальнейшем в 14 кинокартинах. Она танцевала вместе с Джином Келли в фильмах «Песня в сердце» (1948) и «Увольнение в город» (1949), и в том же году появилась в последнем фильме братьев Маркс «Счастливая любовь». Она получила восторженные отзывы публики за роли в фильмах «Три коротких слова» и «Красавица Нью-Йорка», в которых она появилась в 1952 году в компании Фреда Астера. После она снялась в таких хитах как «Назовите меня мадам» (1953) с Дональдом О’Коннором и «Светлое Рождество» с Бингом Кросби. В 1950-х годах актрисе приписывали самую маленькую талию в Голливуде, что, как полагали многие, было следствием анорексии.
В 1957 году Вера-Эллен в последний раз появилась на большом экране, после чего ещё пару раз была гостьей на телевидении, в шоу Дины Шор и Перри Комо. Актриса дважды была замужем, родив от второго мужа, миллионера Виктора Ротшильда, дочь Викторию, умершую в младенчестве в 1963 году. После смерти ребёнка актриса замкнулась в себе и перестала появляться на публике. Вера-Эллен скончалась от карциномы в августе 1981 года в возрасте 60 лет. Её вклад в кинематограф был отмечен звездой на Голливудской аллее славы.

## Фильмография
| Год  |   | Русское название                        | Оригинальное название  | Роль            |
| ---- | - | --------------------------------------- | ---------------------- | --------------- |
| 1945 | ф | Чудо-человек                            | Wonder Man             | Мидж Мэллон     |
| 1946 | ф | Малыш из Бруклина                       | The Kid from Brooklyn  | Сюзи Салливан   |
| 1947 | ф | Карнавал в Коста-Рике                   | Carnival in Costa Rica | Луиза Молина    |
| 1949 | ф | Счастливая любовь                       | Love Happy             | Мэгги Филипс    |
| 1949 | ф | Увольнение в город                      | On the Town            | Айви Смит       |
| 1950 | ф | Три маленьких слова                     | Three Little Words     | Джесси Браун    |
| 1951 | ф | Веселая жизнь / Счастливой любви        | Happy Go Lovely        | Джанет Джонс    |
| 1952 | ф | Красавица Нью-Йорка                     | The Belle of New York  | Анджела Бонфилс |
| 1953 | ф | Зовите меня мадам / Назовите меня мадам | Call Me Madam          | принцесса Мария |
| 1953 | ф | Игрок большой лиги                      | Big Leaguer            | Кристи          |
| 1954 | ф | Светлое Рождество                       | White Christmas        | Джуди Хэйнс     |